# Jess Gonchor
Jess Gonchor (Brooklyn, 15 de julio de 1962) es un diseñador de producción y director artístico estadounidense. Fue nominado al Oscar junto a Nancy Haigh en la categoría de mejor diseño de producción por la película True Grit. Ha trabajado con los hermanos Coen desde No Country for Old Men.

## Filmografía
- La balada de Buster Scruggs (2018)
- Vivir de noche (2016)
- Hail, Caesar! (2016)
- Foxcatcher (2014)
- Inside Llewyn Davis (2013)
- El llanero solitario (2013)
- Moneyball (2011)
- True Grit (2010)
- A Serious Man (2009)
- Burn After Reading (2008)
- No Country for Old Men (2007)
- The Devil Wears Prada (2006)
- Capote (2005)
- El último samurái (2003)
- Identidad (2003)
- 15 minutos (2001)
- Kate & Leopold (2001)
- Otoño en Nueva York (2000)
- The Siege (1998)
- The Crucible (1996)
- The American President (1995)
- Un mundo perfecto (1993)
- Las tortugas ninja III (1993)

## Premios y reconocimientos
Premios Óscar
| Año  | Categoría                 | Película      | Resultado |
| ---- | ------------------------- | ------------- | --------- |
| 2011 | Mejor dirección artística | True Grit     | Nominado  |
| 2017 | Mejor dirección artística | Hail, Caesar! | Nominado  |